# TP d'Or 1998
Els premis TP d'Or 1998 foren entregats el 12 de gener de 1999 al Palacio de Congresos (Campo de las Naciones) i fou presentat per Xavier Sardà i Ana Obregón, a qui li va caure el premi i el va trencar.
| Categoria                               | Programa                                              | Persona                          | Resultat                         |
| --------------------------------------- | ----------------------------------------------------- | -------------------------------- | -------------------------------- |
| Actor                                   | La casa de los líos                                   | Arturo Fernández                 | Guanyador                        |
| Actor                                   | Tío Willy                                             | Andrés Pajares                   | Nominat                          |
| Actor                                   | Médico de familia                                     | Emilio Aragón                    | Nominat                          |
| Actriu                                  | Médico de familia                                     | Lydia Bosch                      | Guanyadora                       |
| Actriu                                  | Una de dos                                            | Lina Morgan                      | Nominada                         |
| Actriu                                  | Periodistas                                           | Amparo Larrañaga                 | Nominada                         |
| Presentador                             | Crónicas Marcianas                                    | Javier Sardà                     | Guanyador                        |
| Presentador                             | La llamada de la suerte, Grand Prix i ¿Qué apostamos? | Ramón García                     | Nominat                          |
| Presentador                             | Digan lo que digan                                    | Jaime Bores                      | Nominat                          |
| Presentadora                            | Sabor a ti                                            | Ana Rosa Quintana                | Guanyadora                       |
| Presentadora                            | Ana                                                   | Ana García Lozano                | Nominada                         |
| Presentadora                            | El Juego del Euromillón                               | Paula Vázquez                    | Nominada                         |
| Sèrie Nacional                          | Médico de familia                                     | Médico de familia                | Guanyadora                       |
| Sèrie Nacional                          | Manos a la obra                                       | Manos a la obra                  | Nominada                         |
| Sèrie Nacional                          | Periodistas                                           | Periodistas                      | Nominada                         |
| Informatiu diari                        | La 2 Noticias                                         | La 2 Noticias                    | Guanyador                        |
| Programa d'actualitat i reportatges     | Informe semanal                                       | Informe semanal                  | Guanyador                        |
| Programa d'espectacles i entreteniment  | Crónicas marcianas                                    | Crónicas marcianas               | Guanyador                        |
| Magazine                                | Sabor a ti                                            | Sabor a ti                       | Guanyador                        |
| Entrevistes i debat                     | Digan lo que digan                                    | Digan lo que digan               | Guanyador                        |
| Concurs                                 | Furor                                                 | Furor                            | Guanyador                        |
| Programa Infantil                       | Club Disney                                           | Club Disney                      | Guanyador                        |
| Premi Especial Trajectòria Professional | Rafael Alonso Tote García Ortega                      | Rafael Alonso Tote García Ortega | Rafael Alonso Tote García Ortega |